# Skakač
Skakač je naziv za šahovsku figuru koja se kreće u obliku slova L
 Bijeli i crni skakač. Prikaz kretanja (mogućih poteza) skakača:
|   | a | b | c | d | e | f | g | h |   |
| 8 | b8 black knight · d7 black circle · a6 black circle · c6 black circle · e5 white circle · g5 white circle · d4 white circle · h4 white circle · f3 white knight · d2 white circle · h2 white circle · e1 white circle · g1 white circle | b8 black knight · d7 black circle · a6 black circle · c6 black circle · e5 white circle · g5 white circle · d4 white circle · h4 white circle · f3 white knight · d2 white circle · h2 white circle · e1 white circle · g1 white circle | b8 black knight · d7 black circle · a6 black circle · c6 black circle · e5 white circle · g5 white circle · d4 white circle · h4 white circle · f3 white knight · d2 white circle · h2 white circle · e1 white circle · g1 white circle | b8 black knight · d7 black circle · a6 black circle · c6 black circle · e5 white circle · g5 white circle · d4 white circle · h4 white circle · f3 white knight · d2 white circle · h2 white circle · e1 white circle · g1 white circle | b8 black knight · d7 black circle · a6 black circle · c6 black circle · e5 white circle · g5 white circle · d4 white circle · h4 white circle · f3 white knight · d2 white circle · h2 white circle · e1 white circle · g1 white circle | b8 black knight · d7 black circle · a6 black circle · c6 black circle · e5 white circle · g5 white circle · d4 white circle · h4 white circle · f3 white knight · d2 white circle · h2 white circle · e1 white circle · g1 white circle | b8 black knight · d7 black circle · a6 black circle · c6 black circle · e5 white circle · g5 white circle · d4 white circle · h4 white circle · f3 white knight · d2 white circle · h2 white circle · e1 white circle · g1 white circle | b8 black knight · d7 black circle · a6 black circle · c6 black circle · e5 white circle · g5 white circle · d4 white circle · h4 white circle · f3 white knight · d2 white circle · h2 white circle · e1 white circle · g1 white circle | 8 |
| 7 | b8 black knight · d7 black circle · a6 black circle · c6 black circle · e5 white circle · g5 white circle · d4 white circle · h4 white circle · f3 white knight · d2 white circle · h2 white circle · e1 white circle · g1 white circle | b8 black knight · d7 black circle · a6 black circle · c6 black circle · e5 white circle · g5 white circle · d4 white circle · h4 white circle · f3 white knight · d2 white circle · h2 white circle · e1 white circle · g1 white circle | b8 black knight · d7 black circle · a6 black circle · c6 black circle · e5 white circle · g5 white circle · d4 white circle · h4 white circle · f3 white knight · d2 white circle · h2 white circle · e1 white circle · g1 white circle | b8 black knight · d7 black circle · a6 black circle · c6 black circle · e5 white circle · g5 white circle · d4 white circle · h4 white circle · f3 white knight · d2 white circle · h2 white circle · e1 white circle · g1 white circle | b8 black knight · d7 black circle · a6 black circle · c6 black circle · e5 white circle · g5 white circle · d4 white circle · h4 white circle · f3 white knight · d2 white circle · h2 white circle · e1 white circle · g1 white circle | b8 black knight · d7 black circle · a6 black circle · c6 black circle · e5 white circle · g5 white circle · d4 white circle · h4 white circle · f3 white knight · d2 white circle · h2 white circle · e1 white circle · g1 white circle | b8 black knight · d7 black circle · a6 black circle · c6 black circle · e5 white circle · g5 white circle · d4 white circle · h4 white circle · f3 white knight · d2 white circle · h2 white circle · e1 white circle · g1 white circle | b8 black knight · d7 black circle · a6 black circle · c6 black circle · e5 white circle · g5 white circle · d4 white circle · h4 white circle · f3 white knight · d2 white circle · h2 white circle · e1 white circle · g1 white circle | 7 |
| 6 | b8 black knight · d7 black circle · a6 black circle · c6 black circle · e5 white circle · g5 white circle · d4 white circle · h4 white circle · f3 white knight · d2 white circle · h2 white circle · e1 white circle · g1 white circle | b8 black knight · d7 black circle · a6 black circle · c6 black circle · e5 white circle · g5 white circle · d4 white circle · h4 white circle · f3 white knight · d2 white circle · h2 white circle · e1 white circle · g1 white circle | b8 black knight · d7 black circle · a6 black circle · c6 black circle · e5 white circle · g5 white circle · d4 white circle · h4 white circle · f3 white knight · d2 white circle · h2 white circle · e1 white circle · g1 white circle | b8 black knight · d7 black circle · a6 black circle · c6 black circle · e5 white circle · g5 white circle · d4 white circle · h4 white circle · f3 white knight · d2 white circle · h2 white circle · e1 white circle · g1 white circle | b8 black knight · d7 black circle · a6 black circle · c6 black circle · e5 white circle · g5 white circle · d4 white circle · h4 white circle · f3 white knight · d2 white circle · h2 white circle · e1 white circle · g1 white circle | b8 black knight · d7 black circle · a6 black circle · c6 black circle · e5 white circle · g5 white circle · d4 white circle · h4 white circle · f3 white knight · d2 white circle · h2 white circle · e1 white circle · g1 white circle | b8 black knight · d7 black circle · a6 black circle · c6 black circle · e5 white circle · g5 white circle · d4 white circle · h4 white circle · f3 white knight · d2 white circle · h2 white circle · e1 white circle · g1 white circle | b8 black knight · d7 black circle · a6 black circle · c6 black circle · e5 white circle · g5 white circle · d4 white circle · h4 white circle · f3 white knight · d2 white circle · h2 white circle · e1 white circle · g1 white circle | 6 |
| 5 | b8 black knight · d7 black circle · a6 black circle · c6 black circle · e5 white circle · g5 white circle · d4 white circle · h4 white circle · f3 white knight · d2 white circle · h2 white circle · e1 white circle · g1 white circle | b8 black knight · d7 black circle · a6 black circle · c6 black circle · e5 white circle · g5 white circle · d4 white circle · h4 white circle · f3 white knight · d2 white circle · h2 white circle · e1 white circle · g1 white circle | b8 black knight · d7 black circle · a6 black circle · c6 black circle · e5 white circle · g5 white circle · d4 white circle · h4 white circle · f3 white knight · d2 white circle · h2 white circle · e1 white circle · g1 white circle | b8 black knight · d7 black circle · a6 black circle · c6 black circle · e5 white circle · g5 white circle · d4 white circle · h4 white circle · f3 white knight · d2 white circle · h2 white circle · e1 white circle · g1 white circle | b8 black knight · d7 black circle · a6 black circle · c6 black circle · e5 white circle · g5 white circle · d4 white circle · h4 white circle · f3 white knight · d2 white circle · h2 white circle · e1 white circle · g1 white circle | b8 black knight · d7 black circle · a6 black circle · c6 black circle · e5 white circle · g5 white circle · d4 white circle · h4 white circle · f3 white knight · d2 white circle · h2 white circle · e1 white circle · g1 white circle | b8 black knight · d7 black circle · a6 black circle · c6 black circle · e5 white circle · g5 white circle · d4 white circle · h4 white circle · f3 white knight · d2 white circle · h2 white circle · e1 white circle · g1 white circle | b8 black knight · d7 black circle · a6 black circle · c6 black circle · e5 white circle · g5 white circle · d4 white circle · h4 white circle · f3 white knight · d2 white circle · h2 white circle · e1 white circle · g1 white circle | 5 |
| 4 | b8 black knight · d7 black circle · a6 black circle · c6 black circle · e5 white circle · g5 white circle · d4 white circle · h4 white circle · f3 white knight · d2 white circle · h2 white circle · e1 white circle · g1 white circle | b8 black knight · d7 black circle · a6 black circle · c6 black circle · e5 white circle · g5 white circle · d4 white circle · h4 white circle · f3 white knight · d2 white circle · h2 white circle · e1 white circle · g1 white circle | b8 black knight · d7 black circle · a6 black circle · c6 black circle · e5 white circle · g5 white circle · d4 white circle · h4 white circle · f3 white knight · d2 white circle · h2 white circle · e1 white circle · g1 white circle | b8 black knight · d7 black circle · a6 black circle · c6 black circle · e5 white circle · g5 white circle · d4 white circle · h4 white circle · f3 white knight · d2 white circle · h2 white circle · e1 white circle · g1 white circle | b8 black knight · d7 black circle · a6 black circle · c6 black circle · e5 white circle · g5 white circle · d4 white circle · h4 white circle · f3 white knight · d2 white circle · h2 white circle · e1 white circle · g1 white circle | b8 black knight · d7 black circle · a6 black circle · c6 black circle · e5 white circle · g5 white circle · d4 white circle · h4 white circle · f3 white knight · d2 white circle · h2 white circle · e1 white circle · g1 white circle | b8 black knight · d7 black circle · a6 black circle · c6 black circle · e5 white circle · g5 white circle · d4 white circle · h4 white circle · f3 white knight · d2 white circle · h2 white circle · e1 white circle · g1 white circle | b8 black knight · d7 black circle · a6 black circle · c6 black circle · e5 white circle · g5 white circle · d4 white circle · h4 white circle · f3 white knight · d2 white circle · h2 white circle · e1 white circle · g1 white circle | 4 |
| 3 | b8 black knight · d7 black circle · a6 black circle · c6 black circle · e5 white circle · g5 white circle · d4 white circle · h4 white circle · f3 white knight · d2 white circle · h2 white circle · e1 white circle · g1 white circle | b8 black knight · d7 black circle · a6 black circle · c6 black circle · e5 white circle · g5 white circle · d4 white circle · h4 white circle · f3 white knight · d2 white circle · h2 white circle · e1 white circle · g1 white circle | b8 black knight · d7 black circle · a6 black circle · c6 black circle · e5 white circle · g5 white circle · d4 white circle · h4 white circle · f3 white knight · d2 white circle · h2 white circle · e1 white circle · g1 white circle | b8 black knight · d7 black circle · a6 black circle · c6 black circle · e5 white circle · g5 white circle · d4 white circle · h4 white circle · f3 white knight · d2 white circle · h2 white circle · e1 white circle · g1 white circle | b8 black knight · d7 black circle · a6 black circle · c6 black circle · e5 white circle · g5 white circle · d4 white circle · h4 white circle · f3 white knight · d2 white circle · h2 white circle · e1 white circle · g1 white circle | b8 black knight · d7 black circle · a6 black circle · c6 black circle · e5 white circle · g5 white circle · d4 white circle · h4 white circle · f3 white knight · d2 white circle · h2 white circle · e1 white circle · g1 white circle | b8 black knight · d7 black circle · a6 black circle · c6 black circle · e5 white circle · g5 white circle · d4 white circle · h4 white circle · f3 white knight · d2 white circle · h2 white circle · e1 white circle · g1 white circle | b8 black knight · d7 black circle · a6 black circle · c6 black circle · e5 white circle · g5 white circle · d4 white circle · h4 white circle · f3 white knight · d2 white circle · h2 white circle · e1 white circle · g1 white circle | 3 |
| 2 | b8 black knight · d7 black circle · a6 black circle · c6 black circle · e5 white circle · g5 white circle · d4 white circle · h4 white circle · f3 white knight · d2 white circle · h2 white circle · e1 white circle · g1 white circle | b8 black knight · d7 black circle · a6 black circle · c6 black circle · e5 white circle · g5 white circle · d4 white circle · h4 white circle · f3 white knight · d2 white circle · h2 white circle · e1 white circle · g1 white circle | b8 black knight · d7 black circle · a6 black circle · c6 black circle · e5 white circle · g5 white circle · d4 white circle · h4 white circle · f3 white knight · d2 white circle · h2 white circle · e1 white circle · g1 white circle | b8 black knight · d7 black circle · a6 black circle · c6 black circle · e5 white circle · g5 white circle · d4 white circle · h4 white circle · f3 white knight · d2 white circle · h2 white circle · e1 white circle · g1 white circle | b8 black knight · d7 black circle · a6 black circle · c6 black circle · e5 white circle · g5 white circle · d4 white circle · h4 white circle · f3 white knight · d2 white circle · h2 white circle · e1 white circle · g1 white circle | b8 black knight · d7 black circle · a6 black circle · c6 black circle · e5 white circle · g5 white circle · d4 white circle · h4 white circle · f3 white knight · d2 white circle · h2 white circle · e1 white circle · g1 white circle | b8 black knight · d7 black circle · a6 black circle · c6 black circle · e5 white circle · g5 white circle · d4 white circle · h4 white circle · f3 white knight · d2 white circle · h2 white circle · e1 white circle · g1 white circle | b8 black knight · d7 black circle · a6 black circle · c6 black circle · e5 white circle · g5 white circle · d4 white circle · h4 white circle · f3 white knight · d2 white circle · h2 white circle · e1 white circle · g1 white circle | 2 |
| 1 | b8 black knight · d7 black circle · a6 black circle · c6 black circle · e5 white circle · g5 white circle · d4 white circle · h4 white circle · f3 white knight · d2 white circle · h2 white circle · e1 white circle · g1 white circle | b8 black knight · d7 black circle · a6 black circle · c6 black circle · e5 white circle · g5 white circle · d4 white circle · h4 white circle · f3 white knight · d2 white circle · h2 white circle · e1 white circle · g1 white circle | b8 black knight · d7 black circle · a6 black circle · c6 black circle · e5 white circle · g5 white circle · d4 white circle · h4 white circle · f3 white knight · d2 white circle · h2 white circle · e1 white circle · g1 white circle | b8 black knight · d7 black circle · a6 black circle · c6 black circle · e5 white circle · g5 white circle · d4 white circle · h4 white circle · f3 white knight · d2 white circle · h2 white circle · e1 white circle · g1 white circle | b8 black knight · d7 black circle · a6 black circle · c6 black circle · e5 white circle · g5 white circle · d4 white circle · h4 white circle · f3 white knight · d2 white circle · h2 white circle · e1 white circle · g1 white circle | b8 black knight · d7 black circle · a6 black circle · c6 black circle · e5 white circle · g5 white circle · d4 white circle · h4 white circle · f3 white knight · d2 white circle · h2 white circle · e1 white circle · g1 white circle | b8 black knight · d7 black circle · a6 black circle · c6 black circle · e5 white circle · g5 white circle · d4 white circle · h4 white circle · f3 white knight · d2 white circle · h2 white circle · e1 white circle · g1 white circle | b8 black knight · d7 black circle · a6 black circle · c6 black circle · e5 white circle · g5 white circle · d4 white circle · h4 white circle · f3 white knight · d2 white circle · h2 white circle · e1 white circle · g1 white circle | 1 |
|   | a | b | c | d | e | f | g | h |   |

Skakač (kolokvijalno se naziva i "konj") može skakati, tj. za razliku od topa, lovca i kraljice, može biti okružen drugim figurama, ali svejedno može "pobjeći".